# ライスパワーエキス
ライスパワーエキス とは、勇心酒造が開発した米発酵エキスの総称。
このうちアトピー性皮膚炎への有用性が報告されている「ライスパワーNo.11」は、2001年に「皮膚水分保持能の改善」の新規効能の表示が認可された日本初の医薬部外品の有効成分で、化粧品などに使用されている。

## 概要
ライスパワーエキスは、香川県の老舗酒造メーカー「勇心酒造」5代目当主の徳山孝が開発。醸造発酵技術に現代の科学技術を組み合わせて独自開発した「日本型バイオ」技術により、米を原料に麹菌、酵母、乳酸菌などの微生物を用いて発酵、熟成、抽出することで作られる。単一成分ではなく、アミノ酸や糖など様々な成分が組み合わさった天然の複合成分である。
現在開発されたライスパワーエキスは36種類。このうち13種類のエキスが実用化され、主にスキンケア商品に配合されるほか、食品にも配合されている。
すべてのライスパワーエキスに共通する特徴は、「生体機能健全化」と「高い安全性」である。

## 種類と作用

### 医薬部外品の有効成分として承認されているライスパワーエキス
1987年「ライスパワーNo.1-D」の温浴効果が認められ、米由来の入浴剤有効成分では初の医薬部外品の認可を取得。2001年には、「ライスパワーNo.11」が新規効能「皮膚水分保持能の改善」効果を持つ新規有効成分に。2015年には、「ライスパワーNo.6」が新規効能「皮脂分泌の抑制」効果をもつ新規有効成分の認可を取得している。

### 実用化されているライスパワーエキス[7](天然物薬用研究会HPより)
| No.1-A | 表皮を健全化し、肌の保水力を高める。 |
| No.1-D | 温浴効果、リラクゼーション、スキンケア効果。アトピー性皮膚炎や乾皮症にも有用。                                                                   |
| No.1-E | 髪と地肌を健全化する。キューティクルに改善効果が見られる。                                                                                       |
| No.2   | 肌の保護効果。 |
| No.3   | 洗うことで肌を健全化し、洗浄後の即時水分保持能を増大させる。                                                                                     |
| No.6   | 皮脂分泌を抑制し、顔のテカリ、化粧崩れ、ニキビなどの皮脂に関連したトラブルを緩和する。                                                           |
| No.7   | 皮脂分泌の促進効果、カサカサ肌の健全化、かゆみの改善。                                                                                           |
| No.10  | 皮脂分泌系の健全化、ニキビの予防。 |
| No.11  | 皮膚水分保持能の改善効果。セラミドを増大させる。アトピー性皮膚炎の発症を予防し、かゆみを改善する。皮膚バリア機能障害を改善する。                 |
| No.23  | 皮膚のくすみ・透明感を改善。 |
| No.101 | 粘膜保護改善作用。ストレス・アルコール・胃酸過多による胃潰瘍を予防・改善。胃ガンの予防。ピロリ菌による胃炎・胃ガンの発生抑制。ストレス緩和作用。 |
| No.103 | 飲むことにより表皮・真皮を健全化し、抗シワなどのアンチエイジング効果をもたらし、皮膚水分保持能を高めてバリア機能を改善する。                     |